# Liste der Monuments historiques in Saint-Sulpice-de-Favières
Die Liste der Monuments historiques in Saint-Sulpice-de-Favières führt die Monuments historiques in der französischen Gemeinde Saint-Sulpice-de-Favières auf.

## Liste der Bauwerke
| Bezeichnung          | Beschreibung | Standort                 | Kennzeichnung | Schutzstatus | Datum | Bild           |
| -------------------- | ------------ | ------------------------ | ------------- | ------------ | ----- | -------------- |
| Château de Segrez    |              | (Lage)                   | PA91000010    | Inscrit      | 2009  |                |
| Kirche St-Sulpice    |              | (Lage)                   | PA00088007    | Classé       | 1840  | weitere Bilder |
| Reste der Stadtmauer |              | (Lage)                   | PA00088008    | Inscrit      | 1948  |                |
| Haus                 |              | Place de l’Église (Lage) | PA00088009    | Inscrit      | 1948  |                |

## Liste der Objekte
- Monuments historiques (Objekte) in Saint-Sulpice-de-Favières in der Base Palissy des französischen Kultusministeriums